# Форти, Джордж
Джордж Форти (англ. George Forty, 10 сентября 1927, Лондон — 19 мая 2016) — британский военный писатель, директор танкового музея в Бовингтоне. Подполковник в отставке.

## Биография
Вступил в ряды королевской армии в 1945 году. Окончив Королевскую военную академию в Сандхёрсте в 1948 году, служил в королевском танковом полку.
Боевое крещение получил во время корейской войны, в третьей битве при Крюке. В мае 1953 года командир танкового взвода Центурион поддерживал силы полка Герцога Веллингтона, был ранен.
Спустя 10 лет, он командовал ротой танковой разведки в операциях в Адене, Персидском заливе и Борнео. Окончив в 1959 году офицерские курсы (Staff College), назначен командиром школы тактической подготовки Королевского бронетанкового корпуса (RAC Tactical School). В 1975 году подполковник Джордж Форти уволен из армии с должности офицера GSOI школы огневой подготовки Королевского бронетанкового корпуса (RAC Gunnery School).
Начал карьеру писателя, автор нескольких десятков книг. В 1981 году назначен директором и куратором танкового музея в Бовингтоне.

## Награды
- Офицер ордена Британской империи (OBE)